# Păduroiu din Deal
Păduroiu din Deal – wieś w Rumunii, w okręgu Ardżesz, w gminie Poiana Lacului. W 2011 roku liczyła 932  mieszkańców.